# Domanovszky György
Domanovszky György (Budapest, 1909. szeptember 3. – Budapest, 1983. február 3.) magyar művészettörténész, etnográfus, muzeológus, egyetemi tanár. A történelemtudományok kandidátusa (néprajz, 1952).

## Életpályája
1936-ban szerzett doktori oklevelet a budapesti egyetemen művészettörténetből, néprajzból és keresztény régészetből. 1940–1945 között a Néprajzi Múzeum igazgatója, 1957–1959 között főigazgatója volt. 1954–1964 között a Képzőművészeti Alap főlektora, 1964–1983 között belsőépítész szaklektora volt. 

### Munkássága
Több egyetemen és főiskolán oktatott. Kutatási területe a népművészet, a kortárs iparművészet és a kerámiatörténet volt. Szerkesztette a Magyar Népművészetet és a Néprajzi Múzeum Értesítőjét. A Néprajzi Értesítőben, az Ethnographiában, az Acta Ethnographiában, a Műteremben, a Művészetben, a Szabad Művészetben, a Művészetszemléletben stb. jelentek meg cikkei. Közel 100 cikke, könyve jelent meg angol, francia, német, orosz, svéd és szlovák nyelveken.

## Családja
Domanovszky Sándor (1877–1955) történész és Kastenhofer Berta fia. Domanovszky Endre festőművész (1907–1974) és Domanovszky Ákos könyvtáros (1902–1984) testvére.
Temetése a Farkasréti temetőben történt. Sírját felszámolták.

## Művei
- Magyarország egyházi faépítészete (Budapest, 1936)
- Szkítáktól a magyarokig (Budapest, 1938)
- Népi fazekasság (Budapest, 1942)
- Magyar parasztbútor (Budapest, 1942)
- A balatonkörnyék népművészete (Budapest, 1943)
- Magyar pásztorművészet (Budapest, 1944)
- Mezőcsáti kerámia (Budapest, 1953)
- A két faragó Kapoli (Budapest, 1955)
- Népi bútorok (Budapest, 1964)
- Magyar népi kerámia (Budapest, 1968)
- Kántor Sándor (Budapest, 1977)
- A kerámiaművészet kezdetei (Budapest, 1981)
- A magyar nép díszítőművészete (I-II. Budapest, 1981)

## Díjai
- Munkácsy Mihály-díj (1982)